# Ernst Kemper
Ernst Kemper (1902-1982) était un officier supérieur allemand durant la Seconde Guerre mondiale. 

## Biographie sommaire
Après un passage à la "section Transmissions" de la 5e Panzerdivision SS Wiking, Ernst Kemper dirigea l'« École de sous-officiers des transmissions de la Waffen SS » à Metz, à partir du 15 décembre 1942. En août 1944, il fut affecté sur la place de Metz, comme commandant d’unité. Durant la bataille de Metz, les élèves de la Nachrichtenschule der Waffen-SS de Metz servirent avec deux bataillons de réserve et des soldats de la 17e division SS au sud et à l’est de Metz. L'école fut citée lors de la création de l'Ärmelband Metz 1944. En octobre 1944, les cadres de l’école quittèrent Metz pour l’Allemagne, puis le pays des Sudètes. 
Kemper fut promu Oberführer le 30 janvier 1945.